# Barza (okręg Hunedoara)
Barza – wieś w Rumunii, w okręgu Hunedoara, w gminie Crișcior. W 2011 roku liczyła 168 mieszkańców.